# Trapezioidea
Trapezioidea là một siêu họ cua. Các thành viên trong siêu họ sống cộng sinh với san hô, và có các hóa thạch ở thế Eocen .

## Các họ
Theo World Register of Marine Species
- Calocarcinidae Števčić, 2005
- Domeciidae Ortmann, 1893
- Ectaesthesiidae Ng, Ahyong & Castro, 2023
- Tetraliidae Castro, Ng & Ahyong, 2004
- Trapeziidae Miers, 1886
- †Vicetitrapeziidae Beschin, Busulini & Tessier, 2021